# Ван дер Мерш, Жан-Андре
Жан-Андре Ван дер Мерш (фр. Jean-André van der Mersch; Ян Андрис вандер Мерш, нидерл. Jan Andries vander Mersch; Ян Андре ван дер Меерш, нидерл. Jan André van der Meersch; 10 февраля 1734, Менен - 14 сентября 1792, Дадизеле) - южнонидерландский военный и политический деятель, один из лидеров Брабантской революции.
В 1757 году вступил добровольцем во французскую армию. Во время Семилетней войны отличился в нескольких сражениях. Подполковником вернулся в Западную Фландрию, где в 1775 году женился на Эмеренсе Титлине и поселился в Дадизеле. В 1778 году на короткое время поступил на службу в армию Священной Римской империи.
Накануне Брабантской революции Жан-Франсуа Вонк списался с отставным полковником Ван дер Мершем, чтобы убедить его принять командование над армией революционеров. Ван дер Меерш получил звание генерал-лейтенанта и вторгся в Австрийские Нидерланды из Бреды. 27 октября 1789 года в бою в Тюрнхауте разбил австрийский отряд и заставил его отступить. Благодаря этой победе примерно через десять дней он без кровопролития захватил Гент и Брюссель, оставленные австрийцами. Благодаря этим победам Ван дер Мерш стал считаться героем Революции, везде его встречали с триумфом. 

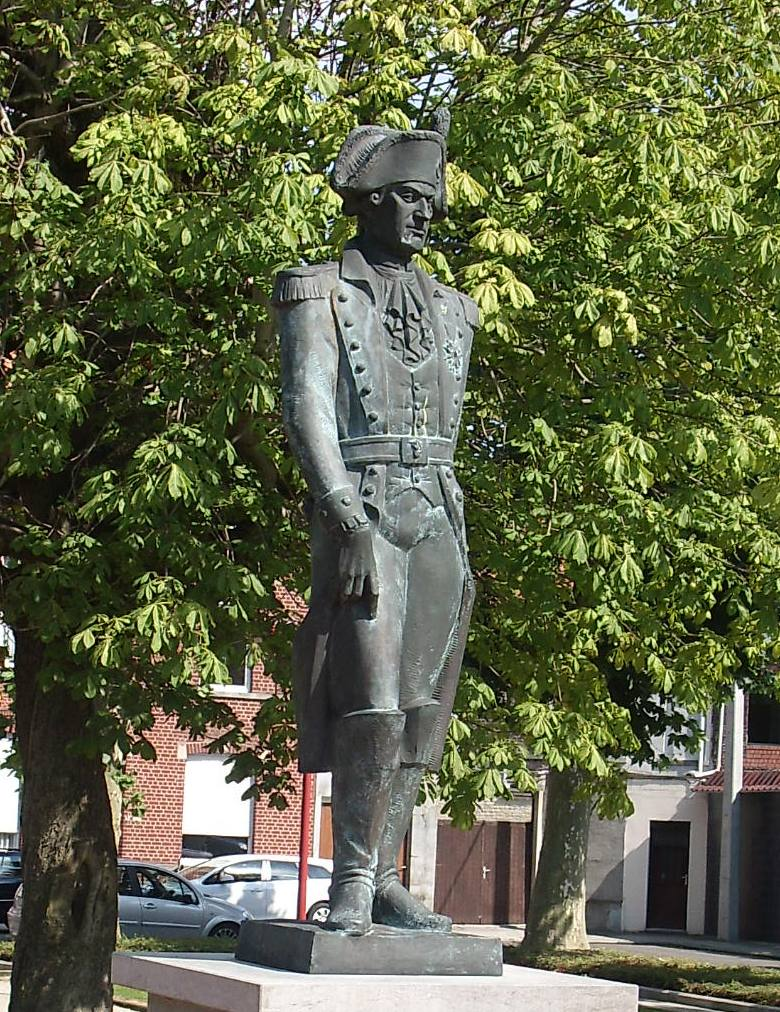
Памятник Ван дер Мершу в Менене

После создания 11 января 1790 года Бельгийских Соединённых Штатов и разгоревшейся борьбе между ноотистами и вонкистами поддержал последних и был снят с должности командующего армией, арестован и заключён вместе с женой в цитадели Антверпена. Освобождён в ноябре, но в революции больше не участвовал.
Вышедший в отставку во время войны с Францией, первый командующий независимой бельгийской армией умер 14 сентября 1792 года в Дадизеле.
В 1992 году, к 200-летию со дня его смерти, Комитет Ван дер Мерша опубликовал книгу, отчеканил памятную медаль и установил его статую на площади Ван дер Мерша в Менене.